# المخطوطات العربية في الهند
أحتضنت الـهـنـد جزءًا مـن الثقافة العربية لمئات من السنين، ويوجد في مدنها وقراها، وفي مدارسها وجوامعها، الآلاف من المخطوطات، ولكن كيف وصلت هذه الآلاف من المخطوطات العربية إلى هذه البلاد التي لا تتحدث العربية؟ وما دور العرب في إنقاذ هذه الثروة العظيمة؟
تسرّبت اللغة العربية وآدابها إلى هذه البلاد مع الفتح الإسلامي لأجزاء منها، ومع حكام جاءوا من بلاد العرب وبلاد الفرس والأفغان ليؤسسوا ممالك وإمارات متعددة، خلفت وراءها مجموعات كبيرة من المخطوطات العربية والفارسية والأردية والتركية، ولكن غلبت عليها العربية لاتصالها بالدين الإسلامي الحنيف.
تحتضن جمهورية الهند حوالي مائة وخمسين ألف مخطوطة (150,000) وحوالي 40% (أربعين بالمئة) هي مخطوطات باللغة العربية، أي ما يزيد على خمسة وخمسين ألف (55,000) مخطوط عربي، يرجع بعضها إلى القرن الأول الهجري, وفي بعض الهيئات العلمية يوجد ما بين ثمانية آلاف إلى حوالي اثني عشر ألف مخطوط عربي تحتاج إلى مساعدة لإنقاذها وفهرستها وتصويرها.
ومنذ القرن التاسع عشر بدأ الاهتمام في الهند بحفظ المخطوطات وتسجيلها، فقام بعض الباحثين، وخاصة من المسلمين الهنود، بإعداد سجل لبعض المخطوطات، وقام البعض الآخر بإعداد وصف بسيط يشمل اسم المخطوطة ومؤلفها وموضوعها، ثم تطور الاهتمام بهذه المخطوطات، فقام بعض العلماء الهنود بتحقيق مجموعة من المخطوطات العربية، وخاصة ما قامت به دائرة المعارف العثمانية بحيدر أباد، أو مكتبة رضا برامبور, وغيرهما من المراكز الثقافية الهندية.
إن الحديث عن المراكز العلمية الهندية التي تضم مجموعات من المخطوطات العربية حديث متشعب ويشمل جميع أنحاء الهند، وهذا الحديث سيكون طويلاً ومملاً, ولكننا سنكتفي بالحديث عن أهم المراكز العلمية التي تحتضن مئات أو آلاف المخطوطات، أو التي دأبت على نشر التراث العربي الإسلامي. ومن مراكز المخطوطات المهمة:
دائرة المعارف العثمانية - بحيدر أباد التي أسسها عماد الملك سيد حسين البلجرامي، صاحب نجمة الهند، وشاركه مجموعة من العلماء الأفذاذ كرّسوا حياتهم من أجل الدراسات العربية والشرقية، ومن هؤلاء مولانا محمد أنوار الله خان، وملا عبد القيوم، وكان هدف الدائرة تجميع المخطوطات وصيانتها وتحقيقها ثم طبعها، وخاصة تلك المخطوطات القديمة التي يرجع تاريخها إلى ما بين القرن الأول والقرن الثامن الهجريين (من القرن التاسع إلى القرن السادس عشر الميلاديين), قامت الدائرة بنشر مجموعة كبيرة من المخطوطات شملت مختلف العلوم والفنون الإسلامية، منها التفسير، والحديث, والسير والتراجم، والتاريخ, والفقه، واللغة العربية وآدابها، والفلسفة والرياضيات، وغير ذلك من الموضوعات، وهكذا برزت إلى الوجود مجموعة من المعلومات القيّمة التي تختزنها المخطوطات العربية.
تقع الجامعة العثمانية في حيدر أباد، تلك الجامعة التي تضم عشرات الكليات، وأكثر من مائة ألف طالب، وتأسست مكتبتها عام 1918م، ويبلغ عدد المخطوطات فيها ما يقارب ثلاثة آلاف وأربعمائة وثماني عشرة (3418) مخطوطة منها ألف وستمائة وثلاث وسبعون (1673) مخطوطة عربية، ومعظم هذه المخطوطات جاء من عدد من المتبرعين، منهم الحكيم الدكتور قاسم، والسير أكبر حيدري وغيرهما.
المراكز الثقافية في حيدر أباد التي تضم مجموعات من المخطوطات العربية كثيرة منها الحكومية ومنها الخاصة، ومن المكتبات الخاصة, المكتبة السعيدية التي تضم ثلاثة آلاف ومائة وإحدى وأربعين (3141) مخطوطة. ومخطوطات هذه المكتبة معظمها باللغة العربية. وأسس هذه المكتبة المفتي محمد سعيد أحد كبار علماء حيدر أباد، وتحتوي المكتبة على مجموعة نادرة من المخطوطات العربية الإسلامية، غير أن فهرست هذه المكتبة مكتوب بخط اليد، ولم يجر تصوير هذه المخطوطات. ومن بين هذه المخطوطات، مخطوط تاريخ دمشق لابن عساكر، والتبيان في تفسير القرآن لأبي جعفر الطوسي، وتحفة الغريب للدماميني.

## ثروة مهملة
إن الحديث عن المخطوطات العربية بحيدر أباد يثير في النفس الاعتزاز والشفقة، أما الاعتزاز فهو في احتضان هذه البلاد لآلاف المخطوطات العربية مما يشير إلى مكانة العلماء العرب والمسلمين في دفع عجلة الحضارة الإنسانية واهتمام الهند بهذه الثروة، وأما الشفقة ففي وضع تلك المخطوطات حيث أنها تحتاج إلى كثير من الباحثين لإنقاذها مما هي فيه، كما تحتاج إلى الأموال لمساعدة علماء الهند للعناية بهذه المخطوطات، ولم يقتصر جمع المخطوطات على الجامعات والمكتبات، بل نافستها المتاحف، ففي متحف سالار جنغ يوجد ثمانية آلاف وخمسمائة وتسع عشرة (8519) مخطوطة، منها ألفان وستمائة وعشرون (2620) مخطوطة عربية، ومعظم هذه المخطوطات تخص عائلة سالار جنغ، وخاصة سالار جنغ الثالث يوسف علي خان (حاكم سابق لحيدر أباد ت 1949), وصنفت هذه المخطوطات في سبعة عشر مجلداً من الفهارس باللغات العربية، والفارسية, والأردية.
في ولاية أندرا برادش - حيث حيدر أباد - مجموعة كبيرة من المراكز العلمية التي تضم آلاف المخطوطات، ولم أستطع زيارة جميع المراكز التي تضم المخطوطات العربية حيث أن الأمر يطول، فإذا انتقلنا إلى ولاية بيهار حيث مدينة بتنا Banta ففيها أهم مركز للمخطوطات العربية، وهي مكتبة خدا بخش الشرقية العامة التي تضم عشرين ألفاَ ومائة وواحدة من المخطوطات (20101) منها أقل بقليل من تسعة آلاف مخطوطة باللغة العربية، كما أخبرني أمين المكتبة الأستاذ حبيب الرحمن (الذي عمل في المملكة العربية السعودية، وسلطنة عمان) ثم إطلعت على بعض نوادر المخطوطات العربية التي ترجع إلى القرن الأول الهجري,. وهذه المكتبة أسسها مولانا محمد بخش الذي استوطن الهند قادماَ من فارس، ثم طور المكتبة ابنه مولانا خدا بخش، ولم يبق من هذه العائلة أحد فآلت ملكيتها إلى الدولة.
واكتسبت دلهي أهمية كبيرة في تاريخ الهند بعد أن أصبحت عاصمة لملوك المسلمين الأوائل منذ عام ستمائة واثنين هـ، ثم أصبحت عاصمة أباطرة المغول، واستمرت في اكتساب الأهمية حتى يومنا هذا. لذا تدفقت عليها مجموعات كبيرة من العلماء والمفكرين والشعراء، وازداد عدد سكانها حتى أصبحوا ملايين، فخلف هؤلاء وراءهم ثروة من المخطوطات والآثار لا تقدر بثمن. هذه الآثار ضمتها المكتبات والجامعات، والمساجد, والمراكز الثقافية، مثل مكتبة المجلس الهندي للعلاقات الثقافية، ومكتبة الأرشيف الوطني، وجامعة دلهي, ومكتبة المتحف الوطني، ومكتبة زاكر حسين, وغيرها من المراكز العلمية والثقافية التي تزدحم بالمخطوطات العربية. أسس مولانا أبو الكـلام آزاد (المجلس الهندي للعلاقات الثقافية), وهو أول وزير للتعليم في حكومة الاستقلال، والمولود في مكة من أم عربية وأب هندي، وأسس هذا المجلس عام 1955م. ومكتبة هذا المجلس لا تضم كثيرا من الـمخـطـوطـات ولـكـن الـمجلس يشرف على كثير مـن الأنـشـطة الثقافية، ومنها حفظ وصيانة المخطوطات.
غير أن جامعة همدرد (Hamdard), التي أسست عام 1956م, تضم ثلاثة آلاف وستمائة وتسع عشرة (3619) مخطوطة، معظمها باللغتين العربية والفارسية. وقامت إيران بتصنيف وتوثيق المخطوطات الفارسية، ولكن العربية ما زالت ضمن سجل كبير مكتوب بخط اليد. وأسماء بعض المخطوطات غير واضحة، وأخبرني الدكتور قدوائي رئيس قسم الدراسات الشرقية والإسلامية أن هناك عدداً كبيراً آخر من المخطوطات العربية لم يتم حصرها وتسجيلها حتى الآن وتنتظر من ينقذها.
وتضم مكتبة الدكتور زاكر حسين (أحد رؤساء الهند) بالجامعة الملية الإسلامية (Jamia Milliya Islamity) حوالي ألفين ومائتي (2200) مخطوطة، منها ما يقارب النصف مكتوب باللغة العربية لعلماء مسلمين وبعضهم هنود، ولكن هذه المجموعة من المخطوطات ظلت للعرض فقط، وما حقق منها يعد بعدد الأصابع، وهي عرضة للآفات ولأمراض المخطوطات.
تعتبر المخطوطات من أهم وأقْيَم الثروات التي تركها لنا اجدادنا وعلمائنا الإجلاء
و كذلك الجامعة المحمدية العربية التي اسست عام 1924م تضم أكثر من مئتي مخطوطة معظمها بالعربية و الاردية و الفارسية

## ولكن إلى أي مدى يعود تاريخ المخطوطات العربية والإسلامية في الهند؟
كانت بداية الفتح الـعربي لبلاد الهـند بفـتح محمد بن القاسم للسند سنة 92 هـ/711م، ولكن العرب لم يواصلوا طريقهم في فتح عموم الهند، غير أن حكام المسلمين من الغزنويين, الغورية، والمغول, والخلجية أخضعوا سائر بلاد الهند لسيطرتهم باسم الإسلام حتى مجيء البريطانيين الذين نفوا آخر أباطرة المغول سنة 1857. وطيلة فترة الحكم الإسلامي للهند ظهر فيها مجموعة من العلماء المسلمين، وخاصة من المتأخرى ن، أثروا الحياة الأدبية والعلمية، وبقيت بعض آثارهم في المكتبات، عامة وخاصة، ومعظم الجامعات الـهـنـديـة. ولكن الدراسات حول هذه الآثار قليلة، واهـتـمـام الـدول الـعـربـيـة بـهذه الثروة لايكاد يذكر. وعلى الرغم من أن بريطانيا استولت على كثير من الآثار الهندية فإن معظم المخطوطات العربية بقيت في الهند.
في مكتبة المخطوطات الشرقية بمدينة مدراس بولاية تاميل نادو والتي تأسست سنة 1869م, وهي تحت السيطرة الإدارية لحكومة تاميلنادو، يوجد أكثر من ألفي مخطوطة (2000) منها أربعمائة وست مخطوطات (406) عربية. ونجد أن المخطوطات العربية في هذه المكتبة قليلة نسبياً نظراً لوقوع المدينة على ساحل جنوب شرقي الهند، بعيدة عن مراكز الثقافة العربية الكبرى في دلهي وحيدر أباد، وغيرهما من المراكز المهمة في احتضان المخطوطات العربية، ومعظم مخطوطات هذه المكتبة باللغة الفارسية، ولم يذكر لي أحد أن هذه المكتبة عملت فهرساً للمخطوطات العربية، أو أنها قامت بتصويرها وتصنيفها. ومدينة مدراس فيها جامعات تهتم بدراسة اللغة العربية وآدابها، وفيها مجموعة طيبة من الباحثين المهتمين بالتراث العربي، ولكنهم يحتاجون إلى المساعدة لإنقاذ هذه المخطوطات من عاديات الزمن.
قام السير سيد أحمد خان عام 1877م بإنشاء جامعة عليكرة Aligrah لتكون مركزاً للدراسات الإسلامية في مدينة عليكرة بولاية أوتار برادش, كان يطلق على مكتبة الجامعة اسم مكتبة ليتون (Lytton), وعندما افتتح جواهر لال نهرو المبنى الجديد للمكتبة تم إطلاق اسم مولانا آزاد على المكتبة تيمّناً باسم أبي الكلام آزاد, وتحتوي هذه المكتبة على مجموعة كبيرة من المخطوطات تبلغ أربعة عشر ألفا وأربعمائة وستين مخطوطة (14460), منها خمسة آلاف ومائة وست وعشرون (5126) مخطوطة عربية، وتوضع هذه المجموعة الضخمة على أرفف عرضة للغبار والحشرات والآفات, غير أن القائمين عليها يحاولون, بقدر الإمكان, المحافظة عليها.

## الطب الإسلامي... له حضور
تضم كلية الطب بجامعة عليكرة قسماً خاصاً للطب الإسلامي, ولدى رئيس القسم د.ظل الرحمن مجموعة من المخطوطات الطبية الإسلامية بالفارسية والعربية, مثل مؤلفات ابن سينا والرازي وغيرهما من علماء الطب في عصور المسلمين الزاهرة . ومن مخطوطات مكتبة جامعة عليكرة كتاب: عيون الأجوبة في فنون الأسئلة لأبي القاسم عبد الكريم بن هوازن القشري (ت465هـ), وكتاب: عقائد الخواص لابن العربي (ت 638هـ) كتاب نادر لم يذكره بروكلمان, وغيرها من المخطوطات العربية.
وتقع مدينة ديوبند (Deoband) إلى الشمال من نيودلهي, وتقطع السيارة الطريق في أربع ساعات. وميزة هذه المدينة أنها تحتضن جامعة دار العلوم الأهلية التي تأسست عام 1866م, جاء ذلك إثر سيطرة الإنجليز على بلاد الهند عام 1857م, وخشية علماء الهند زوال مصير الإسلام في هذه البلاد كما زال من الأندلس, لذا قام الحاج محمد عابد حسين بتأسيس هذه الجامعة لتصبح داراً للعلوم الإسلامية, ويقوم على إدارتها حالياً الشيخ الجليل مرغوب الرحمن الذي يبلغ الثمانين من عمره. تعتمد الجامعة على تبرعات المحسنين من المسلمين, وتبني الجامعة أضخم مسجد في الهند وأجمله, وهي بصدد البدء في بناء مكتبة ضخمة, لأن مكتبتها الحالية عبارة عن حجرات متلاصقة يفضي بعضها إلى بعض, وتطلب المساعدة من المسلمين في العالم لبناء ذلك الصرح الكبير. وتضم المكتبة حالياً حوالي ألف وخمسمائة وثلاث وستين مخطوطة (1563) معظمها باللغة العربية, وتحتاج من محبّي العلم والأدب إلى من ينقذها.
من شمال نيودلهي نتجه إلى الجنوب الشرقي حيث مدينة لكنو Lucknow حيث مركز آخر من مراكز العلوم الإسلامية, وفي هذه المدينة تقع مكتبة الناصرية, وهي مكتبة خاصة بناها مولانا حامد حسين التي أمضى معظم حياته في كربلاء (العراق), ونقل كتبه ومخطوطاته إلى هذه المكتبة الضخمة التي تضم حوالي ثلاثين ألف مخطوطة نصفها تقريباً باللغة العربية. وتهتم هذه المكتبة بالدراسات الشيعية, وأهميتها تأتي من وجود مجموعة من المخطوطات القديمة والنادرة, ومنها: (تلخيص كتاب المستقصي) التي يصف فيها المسجد الأقصى في القدس لمؤلف مجهول, وكتاب (الحــدائق) لعبــدالله البطليوسي (ت 1127), وكتاب (المنمق) لأبي جعفر محمد البغدادي (ت895هـ) وكتاب (مواليد أهل البيت) لعلي بن موسى الرضا, وغيرها من المخطوطات النادرة.

## ندوة العلماء
وتأسست مكتبة ندوة العلماء في سنة 1884م, ثم أصبحت جزءاً من جامعة ندوة العلماء التي تأسست عام 1921م, لتكون من أكبر مراكز الدراسات الإسلامية في الهند, واهتمت بالدراسات العربية منذ إنشائها, وانصب اهتمام المكتبة على حفظ المخطوطات التي تبلغ حوالي أربعة آلاف مخطوطة (4000), ونصفها مخطوطات عربية, وقامت الجامعة بنشر وتحقيق مجموعة من المخطوطات العربية ووضع سيد أحمد حسيني فهرساً لتلك المطبوعات. ومن أشهر علماء هذه الجامعة أبو الحسن علي الحسيني الندوي, نسبة إلى ندوة العلماء, الذي كان رئيساً للجامعة, وجرت العادة أن كل من يتخرج في هذه الجامعة يلقب بـ(الندوي).
إذا ذهبنا بعيداً إلى الشرق من نيودلهي حيث ولاية البنغال الغربية, قرب الحدود مع بنجلاديش, حيث مدينة كلكتا, نجد مكتبة الجمعية الآسيوية, تلك المكتبة القديمة التي تأسست في عام 1784م, وهذه الجمعية تحت رعاية حكومة الهند المركزية بنيودلهي, وتقدم خدماتها لأعضائها فقط, أما غيرهم فإنهم يحتاجون إلى إذن خاص, وتضم مكتبة الجمعية مجموعة من المخطوطات تبلغ ستة آلاف وخمسمائة وواحدة وتسعين مخطوطة (6591), منها ألفان وثلاثمائة وسبع وستون (2367) مخطوطة عربية, لم يُفهرس منها سوى ألف وسبعمائة وسبع وستين (1767) مخطوطة, وما تبقى ينتظر دوره في الفهرسة, بعض هذه المخطوطات تم شراؤه, وبعضها جاء من مكتبة كلية قلعة وليم The Fort Willian وحفظت في هذه المكتبة, والبعض الآخر من مقتنيات المكتبة جاء من التبرعات, ومن مخطوطات هذه المكتبة كتاب: (إتحاف الورى بأخبار أم القرى) لنجم الدين أبي القاسم محمد, وهو كتاب يبحث في تاريخ مكة المكرمة من ميلاد رسول الله - صلى الله عليه وآله وسلم - إلى السنة الأولى من الهجرة, وأقدم مخطوطة في مكتبة الجمعية هي: (صحيح مسلم), وكتاب: (القراءات السبع) الذي يرجع تاريخ نسخه إلى القرن الخامس الهجري.

## الاهتمام بثروتنا العقلية
بعد هذه الجولة في مكتبات الهند وجامعاتها بحثاً عن مكامن المخطوطات العربية, أرى أن الواجب الوطني والديني يفرض على العرب خاصة والمسلمين عامة الاهتمام بهذه الثروة الكبيرة التي هي نتاج عقول المسلمين الذين أناروا الدنيا بعلمهم, وكانوا سادة العلم, وكانت علومهم تدرس في أوروبا لقرون طويلة, فمن الواجب بذل الجهد والمال للحفاظ على هذه المخطوطات العربية النادرة, فأين المهتمون بالعلم والأدب? وأين الكوادر الفنية المدربة لإنقاذ هذه الثروة? وحسناً فعلت كلية الآداب بجامعة الكويت بتأليف لجنة تطوير التعاون الثقافي مع الجامعات الهندية, وكان من أهداف هذه اللجنة الاهتمام بالمخطوطات العربية في الجامعات والمكتبات الهندية التي تغص بالمخطوطات.

## المصدر
مجلة العربي عدد أغسطس 2002 حسب ترخيصها في ويكيبيديا:تصاريح بالنقل والاقتباس